# Misgurnus amamianus
Misgurnus amamianus — вид коропоподібних риб родини в'юнових (Cobitidae). Описаний у 2022 році.

## Назва
Свою назву вид отримав від островів Амамі, які є основним ареалом поширення цього виду.

## Поширення
Ендемік Японії. Прісноводний вид, що поширений на островах Рюкю. Мешкає на мулистому дні невеликих струмків, рисових полях і ставках з багатою рослинністю.